# Roy Meyer
Roy Meyer (Meijer) (* 4. června 1991 Breda, Nizozemsko) je nizozemský zápasník–judista.

## Sportovní kariéra
Pochází z multikulturní rodiny. Otec je původem z Nizozemských Antil a matka Nizozemka. S judem začínal v rodné Bredě pod vedením Willema Cobbena. Postupně však tréninku zanechal a v dorosteneckém věku se sportu nevěnoval. Změna u něho přišla v 18 letech jako reakce na problémy v rodině. V roce 2008 se přesunul do Rotterdamu, kde začal navštěvovat tréninky juda pod vedením Marka van der Hama. V nizozemské seniorské reprezentaci se pohybuje od roku 2011, ale na pozici reprezentační jedničky v těžké váze pronikl až po roce 2013. V roce 2016 se přímo kvalifikoval na olympijské hry v Riu. Ve druhém kole porazil jednoho z favoritů Korejce Kim Song-mina, když ho po jeho nepovedeném výpadu ko-soto-gake chytil v osae-komi. Ve čtvrtfinále ještě v poslední minutě vedl na šido nad Izraelcem Ori Sasonem, ale neodolal jeho závěrečnému náporu a prohrál na wazari technikou seoi-nage. V opravách se mu nedařilo a obsadil 7. místo.

### Vítězství
- 2014 - 2x světový pohár (Sofia, Záhřeb)

## Výsledky
| Olympijské hry     |     |    |     | —  |     |    |     | 7.  |     |  |  |  |  |  |  |  |  |  |  |  |  |  |  |  |  |
| Mistrovství světa  | —   | —  | —   |    | úč. | 5. | úč. |     | úč. |  |  |  |  |  |  |  |  |  |  |  |  |  |  |  |  |
| Evropské hry       |     |    |     |    |     |    | 7.  |     |     |  |  |  |  |  |  |  |  |  |  |  |  |  |  |  |  |
| Mistrovství Evropy | —   | —  | —   | —  | —   | 7. | 7.  | úč. | 3.  |  |  |  |  |  |  |  |  |  |  |  |  |  |  |  |  |
| ME do 23 let       | —   | —  | úč. | 1. | —   |    |     |     |     |  |  |  |  |  |  |  |  |  |  |  |  |  |  |  |  |
| MS juniorů         | —   | 3. |     |    |     |    |     |     |     |  |  |  |  |  |  |  |  |  |  |  |  |  |  |  |  |
| ME juniorů         | úč. | 1. |     |    |     |    |     |     |     |  |  |  |  |  |  |  |  |  |  |  |  |  |  |  |  |